# Clara Camarão
Clara Filipa Camarão va ser una indígena brasilera, de l'ètnia potiguara, que hauria nascut a meitats del segle xvii, suposadament en la regió on es localitza actualment el barri Igapó, a Natal (Rio Grande do Norte), al marge del riu Potengi. Va ser catequitzada per jesuïtes, conjuntament amb el seu marit, Filipe Camarão.

## Biografia
Va entrar a la història brasilera per participar en batalles, junt amb el seu marit, durant les invasions neerlandeses a Olinda i Recife. Degut a l'escassetat de fonts, és difícil saber quina va ser la seva veritable actuació en aquests combats. Camarão també hauria liderat un grup de guerreres indígenes en la lluita contra els centreeuropeus, així com el seu marit va liderar un altre grup d'indis. Segons relats històrics, el 1637, hauria participat de l'escorta de famílies de colons portuguesos, en la seva la fugida davant l'atac neerlandès a la localitat de Porto Calvo. Filipe va morir en la batalla dels Guararapes i, des de llavors, no es conserven més registres sobre la vida de Clara.
En l'Amèrica precolombina, les dones de diverses nacions indígenes acostumaven a acompanyar els homes durant les guerres, lluitant-hi i podent exercir també el comandament.

## Homenatges
Clara Camarão, així com altres líders que van lluitar per expulsar els invasors neerlandesos, va entrar a la història brasilera com una heroïna, rebent diversos homenatges. Va ser elogiada pel poeta Natividade Saldanha. El 27 de març de 2017, el nom de Clara Camarão va ser inscrit en el Llibre dels Herois i Heroïnes de la Pàtria, que es troba en el Panteó de la Pàtria i de la Llibertat Tancredo Neves, de Brasília, en virtut de la Llei nº 13.422/2017.